# Roland Thalmann
Roland Thalmann (Romoos, cantó de Lucerna, 5 d'agost de 1993) és un ciclista suís professional des del 2015 i actualment a l'equip Tudor Pro Cycling Team.

## Palmarès
- 2014
  - 1r a la Troyes-Dijon
- 2022
  - Vencedor d'una etapa al Tour d'Alsàcia